# Ford RS200

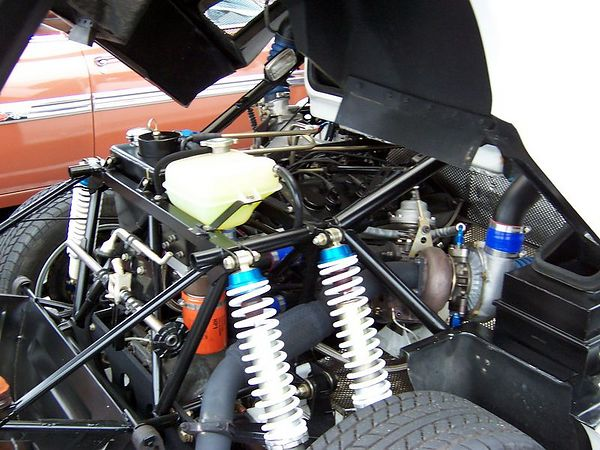
Motorrum och bakre hjulupphängning.

Ford RS200 är en rallybil, tillverkad av biltillverkaren Fords brittiska dotterbolag mellan 1984 och 1986. 

## Bakgrund
Sedan Ford presenterat den framhjulsdrivna Escort Mk III hösten 1980, förlorade Rallye Sport (RS)-avdelningen sin gamla invanda grundplåt till rallybilarna. I början av åttiotalet försökte man bygga en ny bil, kallad Escort RS1700T, baserad på mekaniken från den gamla RS1800:n under karossen från den nya Mk III-modellen. Resultatet blev ett rejält misslyckande och Ford fick börja om från början. Man beslutade att bygga en fyrhjulsdriven mittmotorvagn enligt FIA:s nya Grupp B-reglemente.

## Utveckling
Medan konkurrenterna Lancia och Peugeot gav sina grupp B-bilar linjer som åtminstone liknade standardbilar, valde Ford att bygga en helt ny bil. Dotterbolaget Ghia ritade en ändamålsenlig kaross, byggd av plastkompositer, men linjespelet stördes av att vindrutan och dörramarna hämtades från Ford Sierra.
Chassit bestod av en självbärande monocoque runt passagerarutrymmet. Vid denna fästes hjälpramar som bar upp hjulupphängningar och drivlina. Hjulupphängningarna bestod av dubbla fjädrar och stötdämpare och en undre triangellänk vid varje hjul. 
Den Cosworth-byggda motorn hämtades från RS1700T. Den monterades på längden framför bakaxeln. Den var försedd med ett turboaggregat och lämnade i gatversion 250 hk. I tävlingsutförande tog man ut uppåt 500 hk. Den stora turbon gav rejäl knuff vid höga varvtal, men i låg- och mellanregistret var motorn något kraftlös, vilket gjorde bilen svårkörd.
För att förbättra viktfördelningen placerades mittdifferentialen och växellådan fram, bakom framaxeln. RS200:n är troligen den enda bilen som byggts med omvänd transaxel. Från fördelningslådan överförde en andra kardanaxel kraften till bakhjulen. Alla tre differentialerna hade broms av viskotyp. Kraften mellan axlarna fördelades normalt till 37% fram och 63% bak. Föraren kunde justera detta till 50/50-fördelning eller enbart bakhjulsdrift. Den avancerade drivlinan gjorde bilen tyngre än konkurrenterna.
Under 1986 utvecklade Ford en Evolution-modell, med en större motor på 2100 cc Den motorn kom aldrig till användning i rally-VM, men användes senare i rallycross, där den lämnade runt 800 hk.

## Produktion
Arbetet med bilen började 1984 och den första bilen byggdes samma år. Under 1985 utfördes omfattande tester, samtidigt som övriga 199 bilar byggdes, för att nå upp till det antal som reglementet krävde. Ford lade ut tillverkningen hos Reliant, kända för sina trehjuliga småbilar, som hade god kännedom om att bygga plastkarosser.
Sedan grupp B-bilarna bannlysts i rallysammanhang efter 1986, beslutade Ford att sälja bilarna som landsvägsvagnar. Byggkvaliteten var inte den bästa, eftersom Ford hade räknat med att rallykunderna ändå skulle bygga om dem för att passa de egna behoven. Därför var man tvungna att ta tillbaka alla bilar för en grundlig genomgång, innan de kunde säljas till privatkunder. Den sista bilen såldes först 1989.

## Motorsport
FIA godkände bilen för tävlingsbruk i februari 1986. Ford hade svenskarna Stig Blomqvist och Kalle Grundel i teamet. Blomqvist hade en tröstlös säsong och tog inga poäng alls. Grundel tog alla teamets poäng och efter en tredjeplats i Svenska rallyt och en femteplats i RAC-rallyt, slutade Ford femma i rally-VM. 
Joaquim Santos var inblandad i en otäck olycka i Portugal, som krävde tre åskådares liv och sedan Henri Toivonen och Sergio Cresto förolyckats i sin Lancia, förbjöd FIA grupp B-bilarna till nästkommande säsong. 
Efter den korta rally-karriären blev RS200:n populär som rallycross-bil. Norrmannen Martin Schanche blev europamästare 1991 med sin RS200.